# Po prostu
Po prostu (polnisch; Offen gesagt) war eine polnische Wochenzeitung, die vom 1. Juli 1947 bis 2. Oktober 1957 in Warschau erschien. Wie aus ihrem Untertitel (Tygodnik studentów i młodej inteligencji) hervorgeht, wandte sie sich an Studenten und die junge Intelligenz des Landes.

## Geschichte
Die Zeitschrift, ursprünglich als Pflichtlektüre für junge Aktivisten der damals in Polen regierenden Polnischen Vereinigten Arbeiterpartei gedacht, änderte nach Chruschtschows Geheimrede 1956 („Über den Personenkult und seine Folgen“) im Zuge der Entstalinisierung abrupt ihre bisher parteikonforme Richtung. Fortan berichtete sie unter anderem über Machtmissbrauch und Korruption sowie über die Diskriminierung der in Polen lebenden Minderheiten. Sie bildete die Stimme politisch engagierter Studenten und Hochschulabsolventen, die das Regime nicht zu stürzen, sondern menschenfreundlich umzugestalten versuchten. Parteivertreter betrachteten die Zeitschrift zunächst als eine Art Sicherheitsventil. Die Redaktion leitete der junge Intellektuelle Eligiusz Lasota (1929–2001).
Zu den neuen Mitarbeitern der Wochenschrift zählten unter anderem Marek Hłasko, Jan Olszewski, Jerzy Urban, Stanisław Manturzewski, Witold Wirpsza und Agnieszka Osiecka.
Die Redaktion war mit dem Klub des Krummen Rades (Klub Krzywego Koła) eng verbunden. Nach zwei Jahren war die Toleranz des Zentralkomitees zu Ende und die Zeitschrift wurde auf Gomułkas Anordnung geschlossen. Dies rief Massenproteste hervor, die von der Motorisierten Miliz (ZOMO) niedergeschlagen wurden. Nach der 1989er Wende versuchte Ryszard Turski die Zeitschrift wiederzubeleben, aber der Versuch scheiterte bereits nach einem Jahr.